# Anger (Frankfurt (Oder))
Der Anger ist eine Grünanlage in Frankfurt (Oder), Brandenburg, Deutschland. Mit dem nördlich anschließenden Park an der St.-Gertraud-Kirche ist er ein wichtiger Teil des historischen Grünanlagenbestandes der Stadt und besitzt eine besondere Bedeutung für die städtebauliche Entwicklung des zentrumsnahen Bereichs der Gubener Vorstadt.

## Lage
Der Anger befindet sich im Wohnbezirk Fischerkiez im Stadtteil Gubener Vorstadt von Frankfurt (Oder). Die Gubener Vorstadt liegt südlich des Stadtzentrums, in Richtung der Stadt Guben. Im Norden trennt eine von Martin Kießling errichtete Wohnanlage den Park von der Sankt-Gertraud-Kirche. Im Nordwesten befindet sich an der Kreuzung der Straßen Walter-Korsing-Straße, Kellenspring, Paul-Feldner-Straße und Dr.-Martin-Luther-Straße der Kellenbrunnen. Im Osten, in Richtung des Flusses Oder, ist die Westseite der Walter-Korsing-Straße (ab 1846 Anger oder Am Anger, ab 1953 Walter-Korsing-Straße) geschlossen mit Mehrfamilienhäusern bebaut, nur unterbrochen von der Lehmgasse und der Steingasse. Der Park beginnt im Norden am Haus Walter-Korsing-Straße 5 und endet im Süden am Haus Nr. 33. Von diesen Häusern stehen die Nummern 25 und 29 unter Denkmalschutz. Im Südosten führt der Hermann-Weingärtner-Weg an einer Straßenbahnwendeschleife vorbei zur Insel Ziegenwerder. Im Süden liegt das Stadion der Freundschaft. Im Südwesten schließt sich der Carthausplatz (ab 1846 Karthause, ab 1848 Karthaus, ab 1863 Carthaus, ab 1876 Carthausplatz, ab 1885 Platz am Carthause, ab 1927 Carthausbad, ab 1931 Platz am Carthaus oder Carthausplatz, ab 1976 Platz der Deutsch-Polnischen Freundschaft, ab 1992 Carthausplatz) an. Im Westen ist die Ostseite der Lindenstraße (ab 1846 Lindenstraße, ab 1953 Stalinallee, ab 1961 Oderallee, ab 1992 wieder Lindenstraße) mit repräsentativen Mehrfamilienhäusern bebaut, unterbrochen nur von drei namenlosen Gassen. Der Park beginnt im Norden bei Haus Lindenstraße 18 und endet im Süden am Haus Nr. 37. Von diesen Häusern stehen die Nummern 18, 19, 20, 23, 25, 27, 28 und 37 unter Denkmalschutz. Von diesen ist das bekannteste das „Türmchenhaus“ Lindenstraße 28, das Peter Imanuel Hartmann 1785 errichten ließ. Er nutzte einen kleinen Belvedere-Turm auf dem Dach für astronomische Beobachtungen. Die Lindenstraße entlang verläuft eine Straßenbahnlinie.

## Vorgeschichte
Im Bereich des heutigen Angers befand sich vermutlich schon im 11. Jahrhundert ein jüngerslawischer Besiedlungsplatz, wie der Keramiker Konrad Strauß aufgrund eines 1921 bei Erdarbeiten gefundenen Topfrestes vermutete. Die städtische Freifläche wird seit dem Mittelalter als Gänsewiese, Bleichwiese und Schießplatz in der Gubener Vorstadt erwähnt.
Während des Dreißigjährigen Krieges musterte am 1. Mai 1626 „an den Vogelstangen nahe dem Carthaus“ (dem heutigen Anger) Oberst Hildebrand von Kracht neun Kompanien zu Fuß. Dieses Ereignis galt als Gründung der 4. Grenadiere und wird als Gründung des preußischen Heeres überhaupt angesehen. 1631 belagerten und erstürmten Truppen unter direkter Leitung des schwedischen Königs Gustav II. Adolf die Stadt. Die Gubener Vorstadt wurde fast völlig niedergebrannt. Es wurden auch das am Anger stehende Schützenhaus der bereits 1406 urkundlich genannten Schützenbruderschaft, der Vorgängerbau der heutigen Sankt-Gertraud-Kirche, das Heilig-Geist-Hospital und die Gebäude des Kartäuserklosters zerstört.
Das Kartäuserkloster befand sich südlich der Gubener Vorstadt. Es war nach der Reformation 1540 der Universität übereignet worden. Dort wurde Weizenbier gebraut und ausgeschenkt. 25 Jahre nach der Zerstörung im Dreißigjährigen Krieg 1631 hatte die Universität 1656 die Klostergebäude wiederhergestellt. Der Rektor der Universität Johann Christoph Bekmann ließ 1679 auf der westlichen Angerseite vierreihig Linden pflanzen. Die Promenade führte vom Vorgängerbau der heutigen Sankt-Gertraud-Kirche am heutigen Standort des Kleistdenkmals bis zum Kartäuserkloster. Nach 1700 entstanden entlang dieser Allee von Linden neue Häuser. Das erste Haus war 1705 die am nördlichen Beginn der Lindenallee gebauten Ausspanne und Gastwirtschaft „Stadt Leipzig“ (seit den 2000er Jahren Standort des City-Park-Hotels). Es folgten weitere, zumeist frei stehende, massive Landhäuser.

## Exerzierplatz

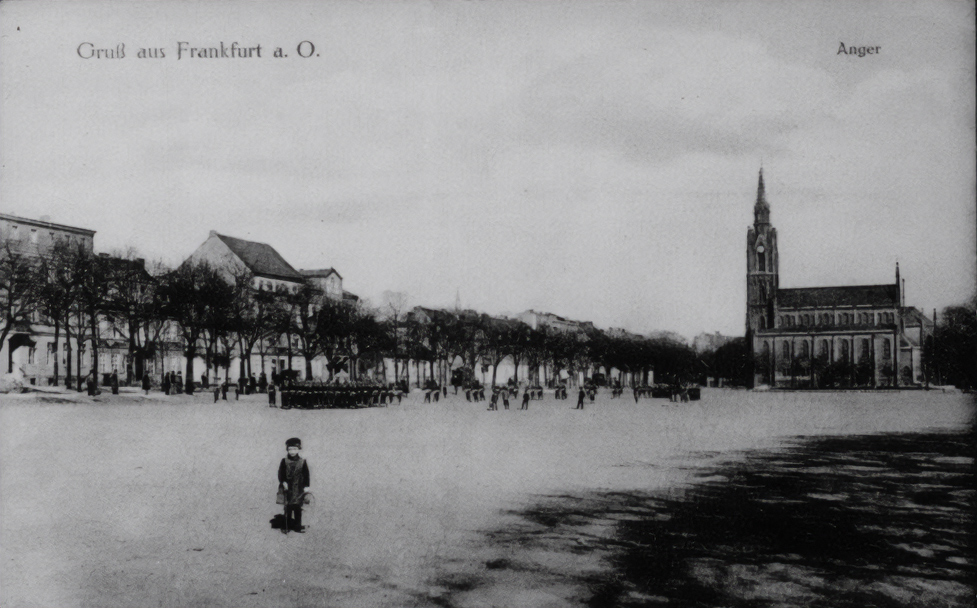
Anger als Exerzierplatz um 1910

Frankfurt wurde 1723 Garnisonstadt, als Teile des Regiments von Schwendy hierher verlegt wurden. Die Stadtoberen ermöglichten es dem Militär, den Anger als Exerzierplatz zu nutzen. Neben den Paraden der Garnison diente der Platz bis zum Ende des Ersten Weltkrieges 1918 besonders dem Leib-Grenadier-Regiment König Friedrich Wilhelm III. (1. Brandenburgische) Nr. 8 als Exerzierplatz, dessen Kaserne nur zehn Minuten entfernt am Oderufer lag. 
1818 pflanzte man auch an der Ostseite des Angers an der heutigen Walter-Korsing-Straße eine Doppelreihe Linden.
Es gab mehrere Anläufe, den Anger zu verändern oder umzunutzen. So sollte die dann 1768 in der Dammvorstadt erbaute Königliche Seidenfabrik zuerst auf dem Anger entstehen. Als wegen der neuen Eisenbahnstrecke nach Breslau 1846 ein neuer Bahnhof nötig war, wollte die Stadt diesen auf dem Anger errichten lassen. Dies wurde zugunsten des heutigen Standorts unterlassen. Im Jahr 1861 wurde vorgeschlagen, den Anger auf seiner Westseite gärtnerisch zu gestalten, eine Funktionsänderung war jedoch nicht vorgesehen. Die Paraden und das Exerzieren galten als besondere Attraktion der Lindenstraße, die zur Belebung der Promenade beitrugen. Doch die Militärverwaltung protestierte erfolgreich gegen die gärtnerische Gestaltung des Platzrandes.

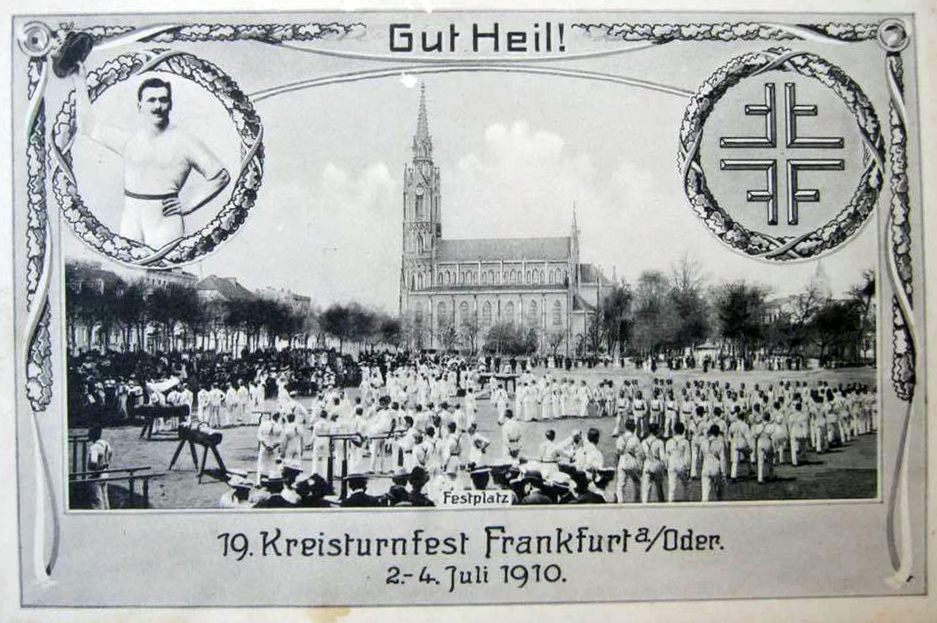
19. Kreisturnfest Frankfurt (Oder) 2.–4. Juli 1910 auf dem Anger

Der Platz wurde jedoch nicht nur für das Exerzieren, sondern auch für andere Veranstaltungen genutzt. So stand 1853 zur 600-Jahr-Feier Frankfurts auf dem Anger eine große „Gewerbehalle“. Außerdem waren hier seit der Mitte des 19. Jahrhunderts reisende „Mechanische Kunstkabinette“, Menagerien und große „Rundgemälde“ zu sehen. Auf dem Platz schlugen Zirkusse ihre Zelte auf, mitunter mehrmals im Jahr. Zu Gast waren Circus Krone ebenso wie Circus Renz und Circus Althoff. Besonders oft war Circus Blumenfeld der jüdischen Zirkusfamilie Blumenfeld in Frankfurt. Der schon in den 1860er Jahren hier gastierende und durch seine Pferdedressuren bekannte Zirkus war nach 1900 fast jedes zweite Jahr hier. Der Anger wurde zudem als Reit- und Sportplatz verwendet. Während sonst das Ballspielen auf öffentlichen Plätzen untersagt war, spielten Frankfurts Fußballvereine „Preußen“ und „Viktoria“ auf dem Anger gegeneinander und gegen auswärtige Klubs. Zudem fanden auf dem Anger Sportfeste statt, so das 19. Kreisturnfest 1910.

## Park
Nach Ende des Ersten Weltkriegs lag der mit einer Schlackendecke befestigte Anger ungenutzt im gehobenen Wohnquartier der Gubener Vorstadt. 1923 lobte die Stadt darum einen Wettbewerb zur Gestaltung des ehemaligen Exerzierplatzes aus. Die Angerbegrünung sollte einen wesentlichen Teil des vorgesehenen Nord-Süd-Grünzugs realisieren, der am Carthausplatz vorbei in die Oderniederung bis zum Eichwald geführt werden sollte. Ein erster Preis wurde unter den 38 eingegangenen Wettbewerbsentwürfe nicht vergeben. Der Entwurf „Sonne“ des Wiesbadener Gartenarchitekten Wilhelm Hirsch und des Wiesbadener Architekten Friedrich Wilhelm Werz erhielt den zweiten Preis. Hirsch und Werz konnten den Entwurf umsetzen. Gestützt wurde die Umsetzung durch das Programm der Notstandsarbeiten der Weimarer Republik. 1924 wurde die neue Gestaltung eingeweiht. Der Entwurf sah einen Rosengarten am Nordende und einen Staudengarten am Südende vor, die jeweils mit Parkbänken ausgestattet wurden. In Ergänzung zu den Lindenbaumreihen rahmten Ligusterhecken und kastenförmig geschnittene Linden die Fläche ein. Ein im Wettbewerb vorgesehenes Wasserbecken wurde nicht errichtet. Ursprünglich sollte an der Südseite eine Stadthalle mit Restaurants entstehen, die jedoch wegen der Wirtschaftskrise nicht zur Ausführung kam.
Im Norden des Angers wurden zeitgleich zur Umgestaltung des Angers 1924 eine frei stehende, dreiflügelige Wohnhausgruppe errichtet. Sie öffnet sich mit ihrem V-förmigen Grundriss zu dessen Parkanlage. Der Gebäudekomplex bildet den nördlichen Abschluss des Angers und verstellt die freie Sicht auf die nicht axial auf den Anger ausgerichtete Sankt-Gertraud-Kirche. Hier entstanden großen Dienstwohnungen für den Präsidenten und höhere Beamte der Reichsbahndirektion Osten. Die Reichsbahndirektion war nach Ende des Ersten Weltkriegs 1919 in Folge der Abgabe von Gebieten des Deutschen Reichs an die Zweite Polnische Republik in Berlin eingerichtet und 1923 nach Frankfurt verlegt worden. Der Dienstsitz der Reichsbahndirektion befand sich in der Kaserne des Leibgrenadierregiments in der Logenstraße 15. Den Entwurf für die Wohnbaugruppe hatte Architekt Martin Kießling 1922 erstellt. Die Terrasse zwischen den Gebäudeflügeln wird zum Anger hin mit einem steinernen Geländer abgeschlossen. Auf Postamenten stehen vier, die Jahreszeiten repräsentierende Putten des Bildhauers Felix Kupsch.
1925 wurde in der Mitte des Angers ein Denkmal für die Gefallenen des Leibgrenadierregiments König Friedrich Wilhelm II. (1. Brandenburgisches), Nr. 8 eingeweiht. Das Denkmal wurde von Hugo Lederer entworfen. Die Umsetzung leitete dessen Schüler, der Architekt und Bildhauer Adolph Dahl aus Stettin. Ausgeführt wurden die Arbeiten von den Frankfurter Steinmetzbrüdern Georg und Wilhelm Fürstenberg.
Nach der Machtergreifung durch die Nationalsozialisten am 30. Januar 1933 beschlossen Frankfurts Stadtverordnete am 26. März 1933 – ohne die inzwischen ausgeschlossenen Vertreter der KPD und SPD – den Anger in „Adolf-Hitler-Platz“ umzubenennen. Bald darauf wurde der Park von der paramilitärischen Kampforganisation der Nazis, der SA, als Exerzierplatz genutzt. Nachdem Frankfurt 1945 in der Endphase des Zweiten Weltkriegs von der Wehrmacht zur Festung erklärt worden war, wurden auf dem Anger Geschützstellungen errichtet.
Gleich nach Ende des Zweiten Weltkriegs erhielt der Anger am 7. Juli 1945 seinen alten Namen zurück. Die Sowjetarmee legte im nördlichen Stück des einstigen Rasenteiles des Angers einen Friedhof für 263 Gefallene an. Das nur wenige Meter südlich des sowjetischen Friedhofes stehende Kriegerdenkmal von 1925 wurde, entsprechend dem Befehl des Alliierten Kontrollrates zur Vernichtung militärischer Denkmäler, im November 1946 restlos beseitigt. Die sowjetische Stadtkommandantur veranstaltete unter den Frankfurter Künstlern und Architekten einen Wettbewerb zur weiteren Ausgestaltung der Grabstätte. 1947 wurde ein Ehrenmal für fast 400 Gefallene der Roten Armee errichtet. Das monumentale Ehrenmal mit Skulptur eines Ehrenwache haltenden Soldaten, Staatswappen der Sowjetunion und bekrönendem Sowjetstern wurde von Georg und Wilhelm Fürstenberg in Verbindung mit Steinmetzmeister Ernst-Thomas Peißig und Alfred Schröter entworfen und ausgeführt, die bereits das Denkmal von 1925 geschaffen hatten. Nördlich der Skulptur entstand ein Friedhof mit aufrecht stehenden Grabsteinen. Dazu wurden zusätzlich Gefallene von einem Soldatenfriedhof auf dem Wilhelmplatz (Platz der Republik) umgebettet. Die Einweihung erfolgte am 7. November 1947, dem 30. Jahrestag der Oktoberrevolution. Die Kriegsgräberstätte für später fast 1.500 Soldaten und Zivilisten wurde 1975 umgestaltet. Die stehenden Grabsteine wurden weggenommen und eine 25 × 25 m große Fläche abgesenkt. Dort entstanden 24 Gemeinschaftsgräber mit eingelassenen Namenstafeln, eine vertiefte Flammenschale und die seitliche Inschrift „Ihr Vermächtnis – Unsere Verpflichtung“. Die Umgestaltung war typisch für die 1970er Jahre in der DDR, mit der Abkehr von Einzelschicksal und Friedhofscharakter hin zur Gedenkstätte für ritualisierte Großveranstaltungen. 1989 wurde nordöstlich des Ehrenmals ein Friedenspfahl gesetzt. Die sowjetische Kriegsgräberstätte wurde 2008 erneut umgestaltet.

## Bestand
Mangels Pflege war die gärtnerische Gestaltung im Laufe der Zeit seit Ende des Zweiten Weltkriegs verloren gegangen. 1998–2001 wurde auf Grundlage historischer Wettbewerbsunterlagen und von Fotos der 791 Meter lange und 49 Meter breite Anger neu gestaltet. Wegeführung, Lage von Stauden- und Rosengarten sowie die Standorte der Parkbänke basieren auf den historischen Unterlagen. Am südlichen Westrand wurde ein Spielplatz in den Böschungsbereich eingefügt. An der Stelle des nach dem Zweiten Weltkrieg beseitigten Denkmals für die Gefallenen des Leibgrenadierregiments König Friedrich Wilhelm II. (1. Brandenburgisches), Nr. 8 wurde ein kreisrunder Springbrunnen aufgestellt. Um das sowjetische Ehrenmal wurde die befestigte Fläche verringert. Durch die Entfernung von Gehölzen wurde die Sichtachse zwischen Rosen- und Staudengarten wieder hergestellt.

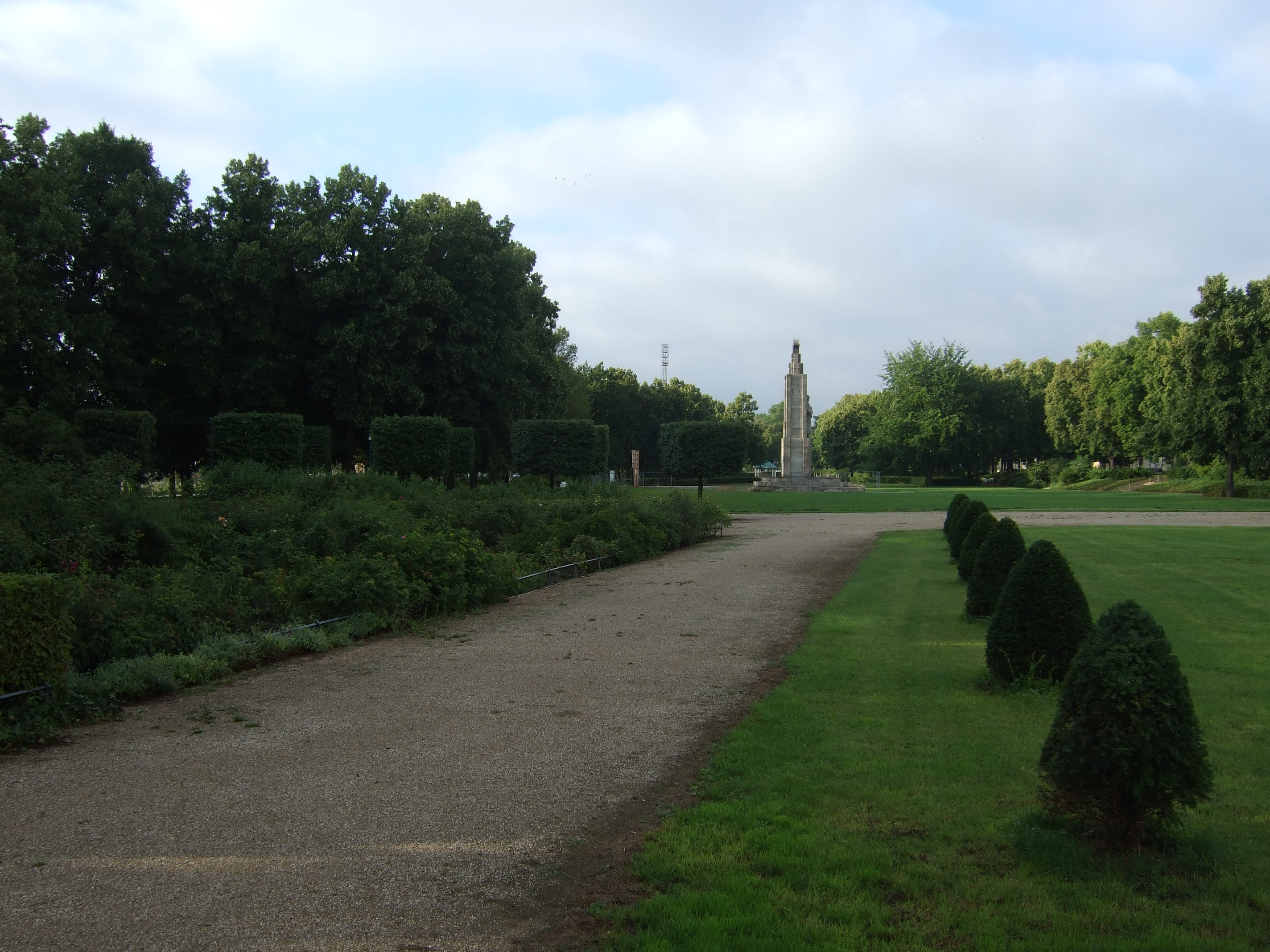
Bepflanzung 2008 nach den Entwürfen von 1923 mit Lindenallee, kastenförmig beschnittenen Linden und Ligusterhecken.
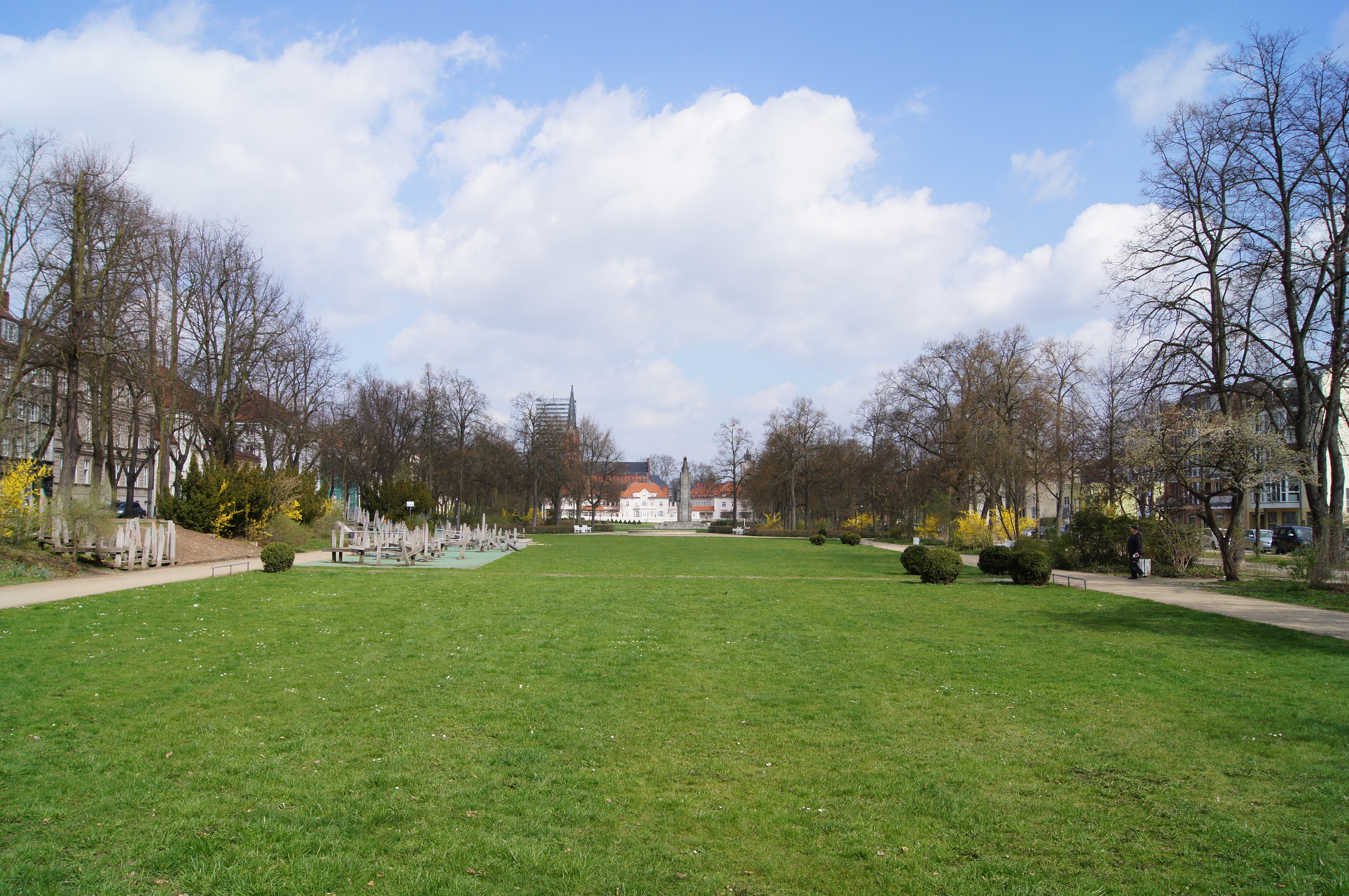
Blickachse 2016 vom Staudengarten im Süden zum Rosengarten im Norden. Links der Spielplatz.
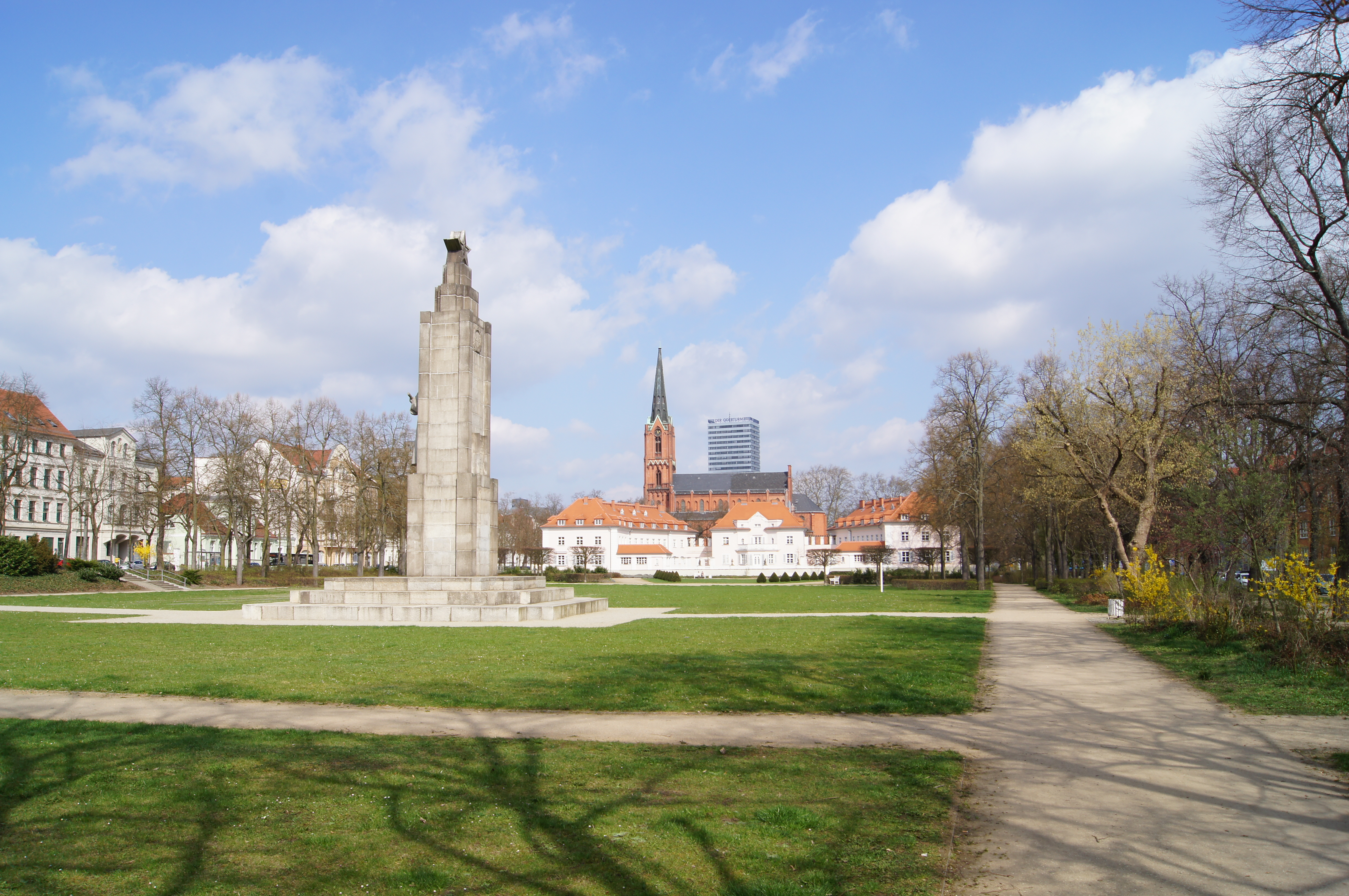
Blick vom Ostrand des Parks an der Walter-Korsing-Straße nach Norden zum Sowjetischen Ehrenmal, den Kießlingbauten und der Sankt-Gertraud-Kirche im Jahr 2016.
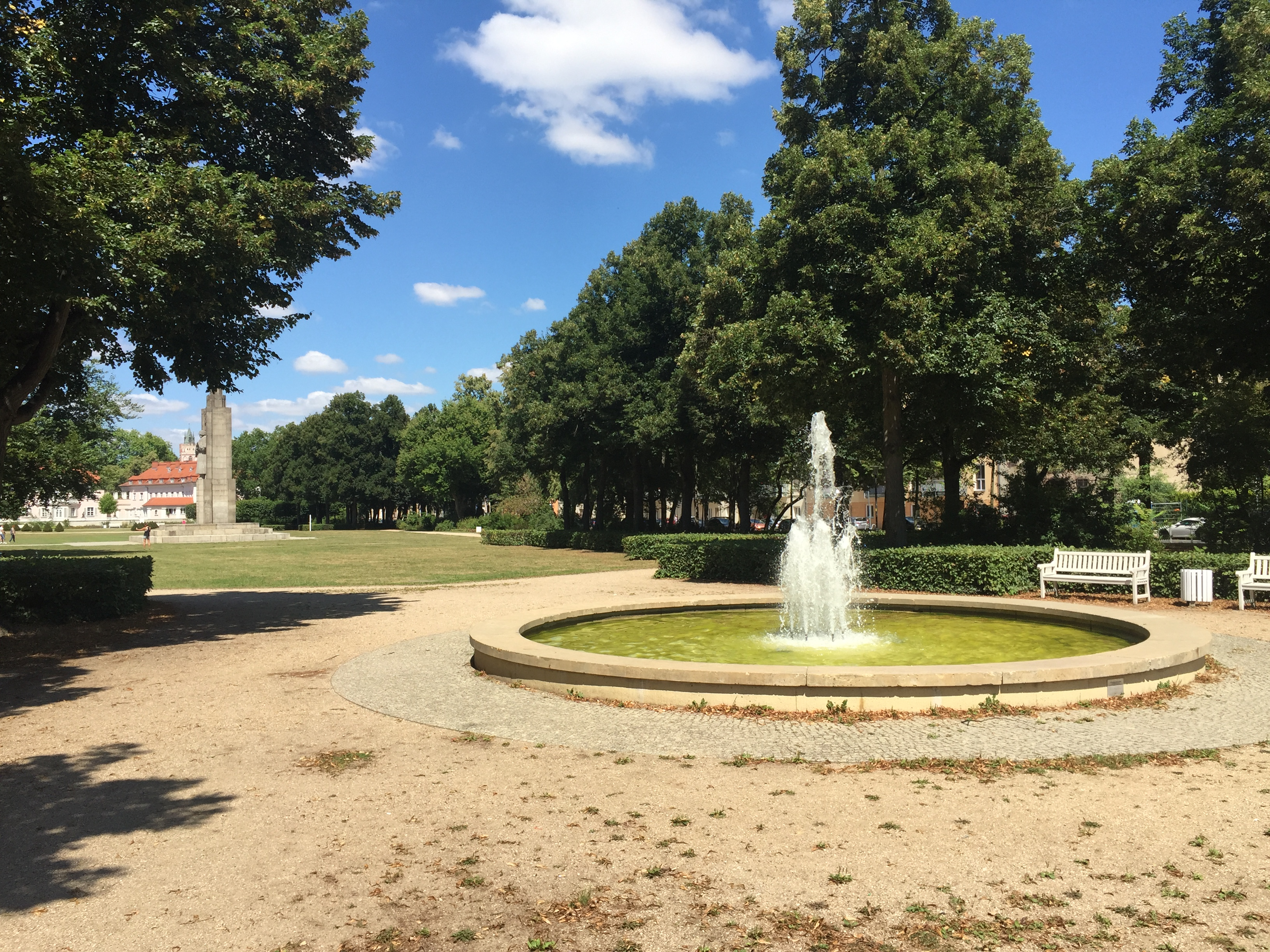
Angerbrunnen, 2018
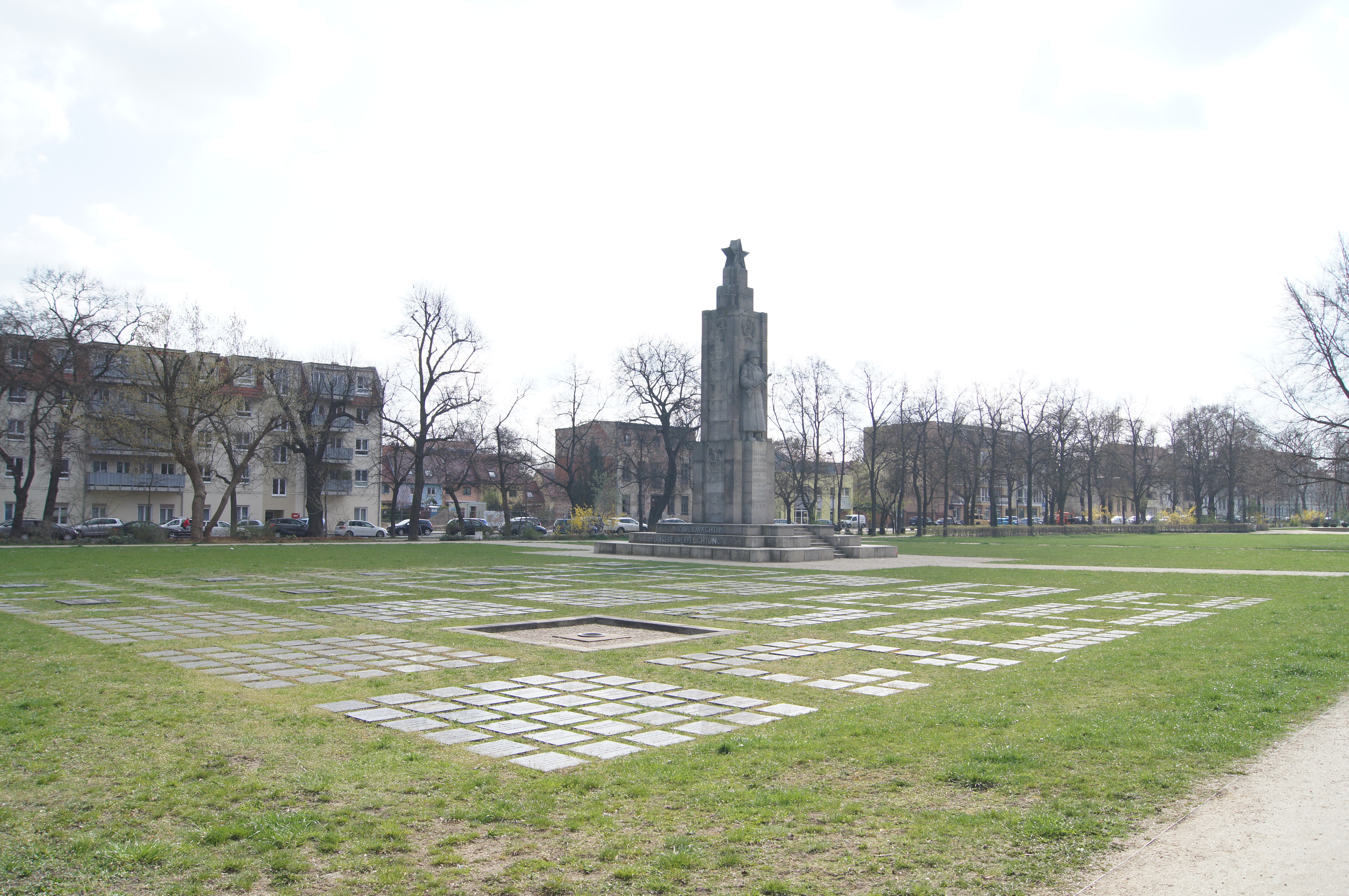
Sowjetisches Ehrenmal mit Ehrenfriedhof, 2016

## Rosengarten
Die Stadt Frankfurt (Oder) beabsichtigte in den 1920er Jahren, Frankfurt (Oder) zur Rosenstadt zu machen. Darum wurden unter anderem beidseitig der Bahnhofsstraße Rosen gepflanzt. Der Entwurf der Gestaltung des Angers von Wilhelm Hirsch und Friedrich Wilhelm Werz sah im Nordteil einen Rosengarten vor. Hier wurden 6.000 Rosen gesetzt. Bei der Neugestaltung nach historischen Vorlagen lagen 1998 keine Erkenntnisse zu den verwendeten Rosenarten und -sorten vor. Man entschied sich für Englische Rosen, die in Blüte, Duft, Laub und Wuchsform Alten Rosen ähneln. Angepflanzt wurden die Rosensorten Leander, Anbridge Rose, The Countryman, Centifolia Major, Chianti, Austin’s Cottage Rose, Constance Spry, Winchester Cathedral, Graham Thomas, Heritage, Eglontygne, The Dark Lady, St. Swithun, Mary Rose, Charles de Mills, Suaveolens, Gruß aus Aachen, Shropshire Lass, Prospero, Tuscany, Othello, William Shakespeare, Fairyland, Ballerina, Repens Alba, White Hedge, Louise Odier und Polareis. Gehölze im Rosengarten sind: Hainbuche, Hortensie, Fingerstrauch, Pfeifenstrauch, Kirschlorbeer, Blut-Johannisbeere, Rote Sommerspiere, Zwergspiere und Eibe. Als Bodendecker wurden Storchschnabel und Efeu eingesetzt. Als Begleitstauden stehen Frauenmantel, Glockenblume, Rittersporn, Storchschnabel, Funkie, Lavendel, Lilie, Katzenminze und Salbei. Folgende Gräser und Farne wurden verwendet: Silberährengras, Herzzittergras, Rippenfarn, Reitgras und Australisches Lampenputzergras.